# Долинское (Пятихатский район)
Долинское (укр. Долинське) — село,
Саевский сельский совет,
Пятихатский район,
Днепропетровская область,
Украина.
Код КОАТУУ — 1224586002. Население по переписи 2001 года составляло 976 человек.

## Географическое положение
Село Долинское находится на берегу реки Саксагань,
выше по течению на расстоянии в 0,5 км расположено село Катеринополь (Криничанский район),
ниже по течению примыкает село Терноватое.
Через село проходит автомобильная дорога Т-0415.

## История
- Село основано в начале XVIII века.
- Казак Батуринского куреня Андрей Неплюй, сразу же после основания Новой (Подпольненской) Сечи (1734 год), основал на берегах реки Саксагань зимовник и пригласил к себе на поселение родственников и знакомых из села Соснице Черниговской губернии.
- К 1750 году зимовник превратился в богатую торговую и промышленную слободу, в которой уже с 1742 года действовала походная церковь.
- Во вновь образованной Новороссийской губернии значительное количество земли по реке Саксагань получил в качестве ранговой дачи титулярный советник С. Н. Алферов. Центром его владений стал зимовник Неплюя. В слободе Алферова было 60 дворов, население её составляли бывшие запорожцы и выходцы из Польши.
- По состоянию на 1842 год в селе было 120 дворов, где проживало около 900 крестьян, 30 семей евреев и 20 семей разночинцев. В центре города располагались две церкви, синагога, почтовая станция и контора. Двухэтажную больницу обслуживали отставной военный медик, врач, повивальная бабка.
- По состоянию на 1859 год в селе проживало 1109 жителей.
- 1961 год — село Олиферово переименовано в село Долинское.

## Экономика
- ООО «Агроцентр К».

## Объекты социальной сферы
- Школа.
- Фельдшерско-акушерский пункт.
- Клуб.
- публичная сельская библиотека - филиал № 7 Пятихатской ЦБС

## Достопримечательности
- Братская могила советских воинов.